# Hödr

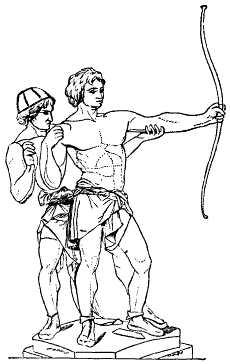
Loki rászedi Hödrt, hogy lelője Baldrt

Hödr (Hodr, Höder, Höd(u)r, óészaki nyelven Hǫðr), a tél és a sötétség istene a skandináv mitológiában, Odin és Frigg fia, Baldr ikertestvére. Nevének jelentése „háború”. Több féltestvére van, többek között Thor, Vidar és Váli. Mivel vak, nem a külső megjelenés alapján ítél, hanem a belső értékek alapján.
Hödr nagyon erős, szép és érzékeny, de vak. Könnyen befolyásolható, s amíg Baldr befolyása alatt volt, őt is mindenki kedvelte. De amikor Loki és Gullveig (Angrboda) társaságába kerül, sok olyan dolgot tesz, amit később keserűen megbán. Nem utolsósorban azt, amikor Loki ráveszi, hogy lője a fagyöngy nyílvesszőt Baldrra, ami annak halálát okozza. Frigg korábban megesketett minden élőlényt, hogy sohasem bántják Baldrt, de kihagyta a fagyöngyöt, amit túl zsengének/jelentéktelennek tartott. Így a fagyöngy volt az egyetlen, ami ártani tudott az amúgy halhatatlan Baldrnak.
Az Edda így ír róla:
Ennek hajtása

- volt bármi zsenge -

veszélyes nyíl lett,

Hödr röpítette.

Baldr fivére,

hamar születvén,

Ódin egy-éjt élt fia,

harcba szökkent.
Annak ellenére, hogy Loki volt az, aki becsapta Hödrt, Odin mégis halállal büntette. Odin és az óriásnő Rindr nemzette Válit, aki egy nap alatt felnőtt és megölte Hödrt. Hödr befolyásolni tudta mások érzelmeit. Énekével, amit lanton kísér, örömöt, bánatot, együttérzést és gyűlöletet tudott kiváltani. Kiemelkedett a sportban is, a legjobbak között volt ökölvívásban és úszásban, valamint a különböző fegyverek forgatásában. Úgy tartották, óvatos legyen az ember Hödr megidézésével, mivel most már nem osztogatja vakon a támogatását. Az alvilágban (Helheim) a testvérek kibékülnek és a Ragnarök után visszatérnek az istenek új otthonába.
Idézet az Eddából:
Vetetlen földek

fordulnak termőre,

a rossz jóra válik,

Baldr visszatér.

Hödr és Baldr lakja majd

Hropt győzelmi lakát,

gyilkolás-istene szentélyét.

- Mit tudtok még?

## Fordítás
- Ez a szócikk részben vagy egészben  a   Höder című svéd Wikipédia-szócikk fordításán alapul.  Az eredeti cikk szerkesztőit annak laptörténete sorolja fel. Ez a jelzés csupán a megfogalmazás eredetét és a szerzői jogokat jelzi, nem szolgál a cikkben szereplő információk forrásmegjelöléseként.
- Ez a szócikk részben vagy egészben  a   Höðr című angol Wikipédia-szócikk fordításán alapul.  Az eredeti cikk szerkesztőit annak laptörténete sorolja fel. Ez a jelzés csupán a megfogalmazás eredetét és a szerzői jogokat jelzi, nem szolgál a cikkben szereplő információk forrásmegjelöléseként.